# Chrysolina petrenkoi
Chrysolina petrenkoi es un coleóptero de la familia Chrysomelidae.
Fue descrita científicamente en 1992 por Lopatin.